# خلد (جنس)
الخُلْد (الجمع: خِلْدَان، أو مَناجذ على غير لفظه) أو الفأرة العمياء أو الجُلْذ هو جنس من القوارض في فصيلة الخلديات. توجد أنواع الجنس في أوربة الشرقية وغرب ووسط آسية .  إنهم مكفوفون تمامًا ولديهم نمط حياة تحت الأرض.

## أنواع جنس الخلد
- خلد ميهاي، S. antiquus[7]
- خلد رملي، S. arenarius
- خلد عملاق، S. giganteus
- خلد بوكوفينا، S. graecus
- خلد أولتينيا، S. istricus (ربما انقرض)[7]
- خلد أكبر، S. microphthalmus
- خلد كازاخستاني، S. uralensis
- خلد بودولسك، S. zemni